# 郑辟疆
郑辟疆（1880年—1969年），江苏吴江人，中华人民共和国蚕业教育家。

## 生平
担任苏南蚕丝专科学校、江苏浒墅关蚕丝学校校长。1954年，当选第一届全国人民代表大会代表。